# Carlos De Castro
Carlos De Castro, vollständiger Name Carlos Enrique De Castro Storace, (* 19. April 1979 in Montevideo; † 16. Februar 2015 in Mérida, Venezuela) war ein uruguayischer Fußballspieler, der im Verlaufe seiner Karriere für Vereine aus Uruguay, der Schweiz, Chile, Bolivien, Griechenland, Venezuela, Guatemala und Peru tätig war.

## Karriere
Der 1,85 Meter große Defensivakteur De Castro begann seine Profikarriere in den Saisons 2000 und 2001 als Spieler des in Montevideo beheimateten seinerzeitigen Zweitligisten Miramar Misiones. In der Saison 2001/02 absolvierte er sieben Ligaspiele für den FC Luzern in der Schweiz. Von der Apertura 2002 bis in die Apertura 2006 gehörte er erneut dem Kader des seit dem Aufstieg Ende 2002 in der Primera División antretenden Vereins Miramar Misiones. In der Zweitligasaison 2002 stehen für ihn zwölf (kein Tor) in der Erstligasaison 2003 24 (zwei Tore) Ligaeinsätze zu Buche.
Im Jahr 2007 folgte eine Karrierestation in Chile bei Deportes Melipilla. 34-mal (ein Tor) wurde er in jenem Jahr der Liga eingesetzt. 2008 bestritt er 13 Ligabegegnungen (kein Tor) beim Club San José aus Bolivien. In der Spielzeit 2008/09 kam er einmal (kein Tor) beim griechischen Klub Thrasyvoulos Fylis zum Einsatz. Während der Clausura 2009 verstärkte er wieder seinen vormaligen Verein Miramar Misiones und lief neunmal (ein Tor) in der Segunda División auf. Sodann wechselte er 2009 nach Venezuela zu Estudiantes de Mérida und absolvierte in der Saison 2009/10 30 Partien (zwei Tore) in der Primera División. Dem schloss sich in der Apertura 2010 ein Engagement bei Club Xelajú MC in Guatemala an, bei dem die Statistik für ihn 19 Ligaeinsätze (kein Tor) ausweist.
Sein nächster Arbeitgeber war ab Jahresbeginn 2011 Universidad César Vallejo aus Peru. Bis zum Jahresende kam er bei den Peruanern 26-mal (ein Tor) in der Primera División und zweimal (kein Tor) in der Copa Sudamericana zum Einsatz. Ab Januar 2012 schloss sich ein abermaliges Engagement bei Estudiantes de Mérida an. 80 Ligaspiele und sieben Tore stehen dort bis Saisonende 2013/14 für ihn zu Buche (2011/12: 17 Spiele/1 Tor; 2012/13: 33/3; 2013/14: 30/3). In der Spielzeit 2014/15 wurde er 19-mal (ein Tor) in der höchsten venezolanischen Spielklasse eingesetzt. De Castro war Mannschaftskapitän des venezolanischen Teams.
Am 31. Januar 2015 war er einer von sechs Spielern seiner Mannschaft, die bei einem Verkehrsunfall mit dem Mannschaftsbus auf der Autobahn José Antonio Páez während der Fahrt zum Auswärtsspiel gegen Deportivo Lara nach San Felipe verletzt wurden. Dabei zog er sich einen Genickbruch zu. Die weiteren verletzten Mannschaftskameraden waren Ángel Hernández, Manuel Rodríguez, Ángel Ojeda, Wislintos Renteria und Alejandro Araque. De Castro verstarb am 16. Februar 2015 im Centro Clínico von Mérida, nachdem infolge einer am 1. Februar 2015 aufgrund dieser Fraktur bzw. nach anderen Quellen aufgrund einer Rückenmarksverletzung durchgeführten Operation und zunächst stabilem Gesundheitszustand Komplikationen aufgetreten waren. Estudiantes-Vereinspräsident Frank Castillo teilte am Folgetag mit, dass die von De Castro getragene Rückennummer 19 fortan nicht mehr vergeben werde. Ebenfalls wurde verlautbart, dass der Leichnam von De Castro in seine uruguayische Heimat überführt werde und er dort ein christliches Begräbnis erhalte.